# Danh sách cầu thủ tham dự Cúp Vàng CONCACAF 1991
Dưới đây là danh sách các cầu thủ của các đội tham gia Cúp Vàng CONCACAF 1991.

## Bảng A

### Canada
Huấn luyện viên:  Tony Waiters
| Số | VT | Cầu thủ         | Ngày sinh (tuổi)            | Trận | Bàn | Câu lạc bộ          |
| -- | -- | --------------- | --------------------------- | ---- | --- | ------------------- |
| 1  | TM | Craig Forrest   | 20 tháng 9, 1967 (23 tuổi)  |      |     | Ipswich Town        |
| 2  | HV | Frank Yallop    | 4 tháng 4, 1964 (27 tuổi)   |      |     | Ipswich Town        |
| 3  | HV | Colin Miller    | 10 tháng 4, 1964 (27 tuổi)  |      |     | Hamilton Academical |
| 4  | TV | John Limniatis  | 24 tháng 6, 1967 (24 tuổi)  |      |     | Aris                |
| 5  | HV | Randy Samuel    | 23 tháng 12, 1963 (27 tuổi) |      |     | Fortuna Sittard     |
| 6  | HV | Ian Bridge      | 18 tháng 9, 1959 (31 tuổi)  |      |     | North York Rockets  |
| 7  | TV | Carl Valentine  | 4 tháng 7, 1958 (32 tuổi)   |      |     | Kansas City Comets  |
| 8  | TV | Jamie Lowery    | 15 tháng 1, 1961 (30 tuổi)  |      |     | Vancouver 86ers     |
| 9  | TĐ | Dale Mitchell   | 21 tháng 4, 1958 (33 tuổi)  |      |     | Baltimore Blast     |
| 10 | TĐ | John Catliff    | 8 tháng 1, 1965 (26 tuổi)   |      |     | Vancouver 86ers     |
| 11 | TV | Joseph Majcher  | 17 tháng 3, 1960 (31 tuổi)  |      |     |                     |
| 12 | TĐ | Nick Gilbert    | 20 tháng 7, 1965 (25 tuổi)  |      |     | Vancouver 86ers     |
| 13 | TV | Scott Munson    | 3 tháng 1, 1970 (21 tuổi)   |      |     | Vancouver 86ers     |
| 14 | HV | Mark Watson     | 8 tháng 9, 1970 (20 tuổi)   |      |     | Hamilton Steelers   |
| 15 | HV | Patrick Diotte  | 13 tháng 11, 1967 (23 tuổi) |      |     | Montreal Supra      |
| 16 | TV | Peter Gilfillan | 29 tháng 12, 1965 (25 tuổi) |      |     |                     |
| 17 | HV | Carl Fletcher   | 26 tháng 12, 1971 (19 tuổi) |      |     | Toronto Blizzard    |
| 18 | TM | Carlo Marini    | 5 tháng 11, 1972 (18 tuổi)  |      |     |                     |
| 20 | TM | Paul Dolan      | 16 tháng 4, 1966 (25 tuổi)  |      |     | Vancouver 86ers     |

### Honduras
Huấn luyện viên:  Flavio Ortega
| Số | VT | Cầu thủ              | Ngày sinh (tuổi)            | Trận | Bàn | Câu lạc bộ  |
| -- | -- | -------------------- | --------------------------- | ---- | --- | ----------- |
| 1  | TM | Belarmino Rivera     | 5 tháng 2, 1956 (35 tuổi)   |      |     | Olimpia     |
| 2  | TV | Gilberto Yearwood    | 15 tháng 3, 1956 (35 tuổi)  |      |     | Olimpia     |
| 4  | HV | Juan Castro          | 11 tháng 7, 1972 (18 tuổi)  |      |     | Real España |
| 5  | HV | Raúl Sambulá         | 14 tháng 3, 1963 (28 tuổi)  |      |     |             |
| 6  | HV | Mauricio Fúnez       | 10 tháng 5, 1959 (32 tuổi)  |      |     | Real España |
| 7  | TĐ | Eugenio Dolmo Flores | 31 tháng 7, 1965 (25 tuổi)  |      |     | Olimpia     |
| 8  | TV | Juan Espinoza        | 24 tháng 8, 1958 (32 tuổi)  |      |     | Olimpia     |
| 9  | TV | Luis Vallejo         | 24 tháng 6, 1968 (23 tuổi)  |      |     | Real España |
| 10 | TĐ | Luis Cálix           | 30 tháng 8, 1965 (25 tuổi)  |      |     | Real España |
| 11 | TĐ | Alex Ávila           | 26 tháng 12, 1964 (26 tuổi) |      |     | Motagua     |
| 12 | TV | Tomás Róchez         | 1 tháng 10, 1964 (26 tuổi)  |      |     |             |
| 14 | HV | Arnold Cruz          | 21 tháng 12, 1971 (19 tuổi) |      |     | Olimpia     |
| 15 | TV | Camilo Bonilla       | 30 tháng 9, 1971 (19 tuổi)  |      |     | Real España |
| 16 | TV | Nahamán González     | 23 tháng 6, 1967 (24 tuổi)  |      |     | Real España |
| 18 | HV | Daniel Zapata        | 22 tháng 3, 1959 (32 tuổi)  |      |     | Olimpia     |
| 19 | TĐ | Eduardo Bennett      | 11 tháng 9, 1968 (22 tuổi)  |      |     | Olimpia     |
| 21 | HV | Marco Anariba        | 18 tháng 2, 1968 (23 tuổi)  |      |     | Real España |
| 25 | TM | Wilmer Cruz          | 18 tháng 12, 1968 (22 tuổi) |      |     | Real España |

### México
Huấn luyện viên: Manuel Lapuente
| Số | Vt | Cầu thủ                 | Ngày sinh (tuổi)            | Số trận | Câu lạc bộ                      |
| -- | -- | ----------------------- | --------------------------- | ------- | ------------------------------- |
| 1  | TM | Pablo Larios            | 31 tháng 7, 1960 (30 tuổi)  |         | Puebla                          |
| 2  | HV | Juan Hernández          | 8 tháng 3, 1965 (26 tuổi)   |         | Club América                    |
| 3  | HV | Efraín Herrera          | 28 tháng 9, 1959 (31 tuổi)  |         | Necaxa                          |
| 4  | HV | Roberto Esparza         | 16 tháng 1, 1965 (26 tuổi)  |         | Puebla                          |
| 5  | HV | Héctor Esparza          | 31 tháng 10, 1960 (30 tuổi) |         | Cruz Azul                       |
| 6  | TV | Carlos Muñoz            | 8 tháng 9, 1962 (28 tuổi)   |         | Tigres                          |
| 8  | TV | José Manuel de la Torre | 13 tháng 11, 1965 (25 tuổi) |         | Puebla                          |
| 10 | TV | Benjamín Galindo        | 11 tháng 12, 1960 (30 tuổi) |         | Guadalajara                     |
| 11 | TV | Gonzalo Farfán          | 25 tháng 2, 1963 (28 tuổi)  |         | Club América                    |
| 12 | TM | Adrián Chávez           | 27 tháng 6, 1962 (28 tuổi)  |         | Club América                    |
| 13 | TĐ | Paul Moreno             | 1 tháng 9, 1962 (28 tuổi)   |         | Guadalajara                     |
| 14 | HV | Felix Cruz              | 4 tháng 4, 1961 (30 tuổi)   |         | UNAM Pumas                      |
| 15 | TV | Missael Espinoza        | 12 tháng 4, 1965 (26 tuổi)  |         | C.F. Monterrey                  |
| 16 | TV | Jorge Dávalos           | 28 tháng 4, 1957 (34 tuổi)  |         | Club Universidad de Guadalajara |
| 17 | TĐ | Luis Roberto Alves      | 23 tháng 5, 1967 (24 tuổi)  |         | Club América                    |
| 18 | TĐ | Guillermo Muñoz         | 20 tháng 10, 1961 (29 tuổi) |         | C.F. Monterrey                  |
| 19 | TĐ | Luis García             | 1 tháng 6, 1969 (22 tuổi)   |         | Pumas de la UNAM                |
| 27 | TĐ | Carlos Hermosillo       | 24 tháng 8, 1964 (26 tuổi)  |         | C.F. Monterrey                  |

## Bảng B

### Hoa Kỳ
Huấn luyện viên:  Bora Milutinović
| Số | Vt | Cầu thủ           | Ngày sinh (tuổi)            | Số trận | Câu lạc bộ                   |
| -- | -- | ----------------- | --------------------------- | ------- | ---------------------------- |
| 1  | TM | Tony Meola        | 21 tháng 2, 1969 (22 tuổi)  |         | Fort Lauderdale Strikers     |
| 2  | HV | Steve Trittschuh  | 24 tháng 4, 1965 (26 tuổi)  |         | Tampa Bay Rowdies            |
| 3  | HV | Janusz Michallik  | 22 tháng 4, 1966 (25 tuổi)  |         | Atlanta Attack               |
| 4  | TĐ | Bruce Murray      | 25 tháng 1, 1966 (25 tuổi)  |         | Maryland Bays                |
| 5  | TV | Ted Eck           | 14 tháng 7, 1961 (29 tuổi)  |         | Toronto Blizzard             |
| 7  | TV | Hugo Perez        | 8 tháng 11, 1963 (27 tuổi)  |         | Örgryte IS                   |
| 8  | HV | Dominic Kinnear   | 26 tháng 7, 1967 (23 tuổi)  |         | San Francisco Bay Blackhawks |
| 10 | TĐ | Peter Vermes      | 21 tháng 11, 1966 (24 tuổi) |         | Tampa Bay Rowdies            |
| 11 | TĐ | Eric Wynalda      | 9 tháng 6, 1969 (21 tuổi)   |         | San Francisco Bay Blackhawks |
| 14 | TV | Brian Quinn       | 26 tháng 5, 1960 (31 tuổi)  |         | San Diego Sockers            |
| 15 | HV | Desmond Armstrong | 2 tháng 11, 1964 (26 tuổi)  |         | Santos FC                    |
| 16 | HV | John Doyle        | 16 tháng 3, 1966 (25 tuổi)  |         | Örgryte IS                   |
| 17 | HV | Marcelo Balboa    | 8 tháng 8, 1967 (23 tuổi)   |         | San Francisco Bay Blackhawks |
| 18 | TM | Mark Dodd         | 14 tháng 9, 1965 (25 tuổi)  |         | Colorado Foxes               |
| 19 | TV | Chris Henderson   | 11 tháng 12, 1970 (20 tuổi) |         | UCLA                         |
| 20 | TV | Paul Caligiuri    | 9 tháng 3, 1964 (27 tuổi)   |         | Hansa Rostock                |
| 21 | HV | Fernando Clavijo  | 23 tháng 1, 1957 (34 tuổi)  |         | St. Louis Storm              |
| 22 | HV | Bruce Savage      | 21 tháng 12, 1960 (30 tuổi) |         | Baltimore Blast              |